# Mikroregion Novo Horizonte

Mikroregion Novo Horizonte

Mikroregion Novo Horizonte – mikroregion w brazylijskim stanie São Paulo należący do mezoregionu São José do Rio Preto.

## Gminy
- Irapuã
- Itajobi
- Marapoama
- Novo Horizonte
- Sales
- Urupês